# Enrico Zuccalli
Enrico Zucalli, švicarski arhitekt, * okoli 1642, Roveredo, Švica; † 8. marec 1724, München, Nemčija.
Zucalli je znan po tem, da je delal za bavarske vladarje iz rodbine Wittelsbach ter za nadškofijo v Kölnu. Zucalli je živel v Münchnu od 1669 in je postal velik predstavnik italijanske baročne arhitekture v Nemčiji. Zucalli je leta 1673 postal glavni arhitekt bavarskega dvora (nasledil je Agostina Barellija) in na položaju ostal do avstrijske invazije na Bavarsko leta 1706. Zucalli je tudi delal na projektu teatinske cerkve sv. Kajetana, kjer je nasledil rojaka Agostina Barellija. Najbolj znan je po delu v Nymphenburgu, kjer je sodeloval z Antoniem Viscardijem. 

## Glavna dela
- Teatinska cerkev sv. Kajetana v Münchnu od 1674
- Palača Lustheim (1684-1688)
- Povečanje parka in palače Nymphenburg
- Palais Porcia v Münchnu (1693)
- Dvorna palača v Bonnu (1697-1705)
- Palača Schleissheim (1701-1704)
- Obnova Opatije Ettal (1744)